# Calluga grammophora
Calluga grammophora là một loài bướm đêm trong họ Geometridae.